# Callirhoe involucrata
Callirhoe involucrata es una especie de planta perenne, perteneciente a la familia de las malváceas. Es originaria de los Estados Unidos.

## Descripción
C. involucrata es una planta perenne de crecimiento bajo, alcanza unos 30 cm de altura y se extiende 60 o 70 cm. Posee una gruesa raíz primaria y tallos vellosos. Los pétalos de las flores van desde el color guinda al violeta rojizo con la base de color blanco.

## Variedades
- Callirhoe involucrata var. lineariloba (Torr. & A.Gray) A.Gray
- Callirhoe involucrata var. tenuissima Baker f.

## Sinonimia
- Callirhoe geranioides Small
- Callirhoe involucrata f. incisa M.Hopkins
- Callirhoe involucrata var. novomexicana Baker f.
- Callirhoe involucrata f. novomexicana (Baker f.) Waterf.
- Callirhoe involucrata var. palmata (Buckley) Britton
- Callirhoe involucrata var. parviflora Hochr.
- Callirhoe palmata Buckley
- Callirhoe verticillata Groenl.
- Malva involucrata Torr. & A.Gray basónimo
- Sesquicella involucrata Alef.[2]